# Mister...Peppino Di Capri
Mister...Peppino Di Capri è il trentanovesimo album di Peppino di Capri, pubblicato il primo novembre 2019.

## Descrizione
Il CD contiene un libretto bianco intitolato "60 years" con i testi delle canzoni. Peppino di Capri spiega che l'idea dell'album è nata due anni prima dopo due concerti al Teatro San Carlo di Napoli con l'idea di rinnovare il suo stile.
Per i cori, l'artista ha richiesto Roberta Bianco, Michela Montalto, Enzo Anoldo, Francesco Gravina, Piero Braggi.
Il pezzo 7 I miei capelli bianchi è stato pubblicato nel 2016 nella raccolta ...una musica infinita
Il primo estratto da questo nuovo lavoro invece si intitola Vorrei rivivere, una canzone melodica che parla dei ricordi preferiti della vita, quelli che ognuno di noi vorrebbe rivivere più e più volte. Amica mia è una canzone ispirata all’ultima trionfale tournée in Brasile, dove Peppino Di Capri è una star indiscussa, attesa e ricevuta da un immenso pubblico con un entusiasmo straordinario: cinque sold out nelle cinque principali citta brasiliane.

## Tracce
1. Vorrei rivivere – 3:45 (Francesco Serrino)
2. L'ultima stella – 3:32 (Peppino di Capri)
3. L'ammore fa accusi' – 3:32 (F.Scotto Rosato)
4. Barcellona – 3:25 (testo: Bobcic – musica: Peppino di Capri)
5. L'ammore è nato a Napule – 3:12 (Depsa)
6. Amica mia – 3:35 (G. Di Gennaro, L.Serretta, Peppino di Capri)
7. I miei capelli bianchi – 3:25 (G. Di Gennaro, L.Serretta, Peppino di Capri)
8. Alianti – 3:18 (A.Hueber, M.Buongiovanni)
9. 100 pensiere – 3:40 (V.Leomporro, G.Donzelli)
10. You – 3:20 (M.di Francia, Peppino di Capri)

Durata totale: 34:44

## Formazione
- Peppino di Capri: voce, pianoforte, chitarra, tastiere
- Andrea Alloca: tastiere
- Adriano Guarino: chitarra elettrica
- Antonio Mambelli: batteria
- Pasquale de Angelis: basso
- Edoardo Faiella: chitarra
- Enzo Arnoldo: tastiere, programmazione